# Front populaire de libération de la Libye
Le Front populaire de libération de la Libye (FPLL ; arabe : الجبهة الشعبية لتحرير ليبيا) est une milice et un parti politique Kadhafiste qui vise à élire Saïf al-Islam Kadhafi, fils du défunt dirigeant libyen Mouammar Kadhafi à la tête de la Libye. Durant la Seconde guerre civile libyenne, le FPLL est du côté de la Chambre des représentants. Ses objectifs, selon le groupe, sont d'unifier la Libye, de retirer l'État islamique de Libye et de libérer la Libye des milices qui étaient initialement impliquées dans la révolution de 2011. Celui-ci ne se considère pas comme un parti politique ou une organisation de parti qui vise à atteindre le pouvoir, mais plutôt comme un cadre politique et pratique voulant représenter "les aspirations démocratiques des libyens rejetant l'injustice, le terrorisme et l'oppression matérielle et morale".

## Objectifs et idéologies
Le PFLL suit un programme pour la restauration de la Jamahiriya arabe libyenne. Le parti soutient que la première guerre civile libyenne a été le résultat d'une conspiration contre la Libye. Il a une opinion négative des Nations unies et de l'OTAN, qui ont joué un rôle important dans le renversement de Kadhafi lors de l'intervention de 2011. Son objectif déclaré est de construire un État souverain et de « libérer le pays du contrôle des organisations terroristes qui utilisent la religion comme couverture et qui sont financées par des organismes étrangers » Le parti a diffusé des publicités s'opposant à l'intervention militaire turque dans la Seconde Guerre civile libyenne ainsi qu'à la présidence de Fayez al-Sarraj. Elle s'oppose à la normalisation des relations avec Israël.